# Dominion 6.9 in Osaka-jō Hall (2024)
L'édition 2024 de Dominion in Osaka-jō Hall est un Pay-per-view de catch (lutte professionnelle) produit par la promotion New Japan Pro-Wrestling. L'événement a eu lieu le 9 juin 2024 à la Osaka-jō Hall à Osaka, au Japon. Il s'agit de la 49e édition de Dominion in Osaka-jō Hall.

## Contexte
Les spectacles de la New Japan Pro Wrestling (NJPW) sont constitués de matchs aux résultats prédéterminés par les scénaristes de la compagnie. Ces rencontres sont justifiées par des storylines – une rivalité avec un catcheur, la plupart du temps – ou par des qualifications survenues dans les shows de la NJPW. Tous les catcheurs possèdent une gimmick, c'est-à-dire qu'ils incarnent un personnage gentil (Face) ou méchant (Heel), qui évolue au fil des rencontres. Un événement comme Dominion in Osaka-jō Hall est donc un événement tournant pour les différentes storylines en cours.

## Tableau des matchs
| Ordre par numéros | Match* | Stipulation(s) |
| --- | --- | --- |
| 1 | Tetsuya Naitō bat Callum Newman | Match simple |
| 2 | TMDK (Zack Sabre Jr, Robbie Eagles et Kosei Fujita) bat Bullet Club War Dogs (Clark Connors et Drilla Moloney) et LJ Cleary                                                                | 6-Man Tag Team match |
| 3 | Great-O-Khan bat Yuya Uemura (c) | Storm Catch Rules match pour le KOPW Championship                                                                                  |
| 4 | Los Ingobernables de Japon (Bushi, Hiromu Takahashi et Yota Tsuji) bat Hiroshi Tanahashi (c), Oleg Boltin (c) et Toru Yano (c)                                                             | 6-Man Tag Team match pour les NEVER Openweight 6-Man Tag Team Championship                                                         |
| 5 | Jeff Cobb (c) bat Tomohiro Ishii | Match simple pour le NJPW World Television Championship                                                                            |
| 6 | TMDK (Mikey Nicholls et Shane Haste) bat Guerrillas of Destiny (El Phantasmo et Hikuleo) (c) (avec Jado), Bullet Club (Chase Owens et Kenta) (c) et Bishamon (Hirooki Goto et Yoshi-Hashi) | Fatal 4-Way Tornado Winner Takes All Tag Team match pour les Strong Openweight Tag Team Championship et IWGP Tag Team Championship |
| 7 | Shingo Takagi (c) contre Henare se termine en double K.O | Match simple pour le NEVER Openweight Championship                                                                                 |
| 8 | Jon Moxley (c) bat Evil | Lumberjack Death match pour le IWGP World Heavyweight Championship                                                                 |
| 9 | El Desperado bat Taiji Ishimori | Match simple - Finale du tournoi Best of the Super Juniors 31                                                                      |
| La lettre C placée entre parenthèses désigne la personne ou l’équipe championne en titre. * La carte peut être changée | | |